# Долнобешовишки манастир
Долнобешовишкият манастир „Свети Архангел Михаил“ е български православен манастир в близост до село Долна Бешовица, община Роман, област Враца.

## Местоположение
Манастирът е разположен в югоизточната част на рида Веслец от Западния Предбалкан, на около 2 км от село Долна Бешовица и на около 6 км от град Роман и на ок. 25 км от Враца.

## История
Предполага се, че е възникнал по времето на Втората българска държава – през XII в. – първоначално като болярска църква, а по-късно се обособява като самостоятелен манастир. Разорен е в началото на османската власт и дълго е останал в запустение. През XVI век майстор Павел от с. Долна Бешовица построява днешната малка еднокорабна и едноапсидна безкуполна манастирска църква. През периода 1843 – 1845 г. в манастира е работил Захари Зограф, оставайки ценни художествени произведения.

## Архитектурни и художествени особености
Манастирският комплекс се състои от еднокорабна, едноапсидна и безкуполна черква, с размери 8,30 х 5,50 м и рухнали жилищни сгради. На западната ѝ стена още личат следи от стенописна композиция „Страшният съд“. През периода 1843 – 1845 г. в манастира е работил Захари Зограф. По информация на Регионалния исторически музей – Враца, иконостасът и иконите са демонтирани и реставрирани в края на 80-те години на ХХ век и понастоящем се съхраняват във Врачанската митрополия.

## Храмов празник
Храмовият празник е на 8 ноември – Архангеловден.

## Статут
Манастирският комплекс е обявен за архитектурно-строителен и художествен паметник на културата от национално значение – ДВ, бр.54/1973 г.